# Franketurm
Der Franketurm (auch Franke Turm oder englisch Franke Tower) ist ein Wehrdenkmal in Omaruru in Namibia und seit dem 1. August 1964 ein Nationales Denkmal des Landes. Der Turm wurde am 4. Februar 1908 zum Gedenken an den Entsatz Omarurus durch Victor Franke genau vier Jahre zuvor eingeweiht.

## Aufbau
Der Turm hat eine Höhe von 20 Meter und ist über eine innenliegende Holztreppe zugänglich. Auf der Dachplattform befindet sich eine große Metallschale zum Setzen eines Signalfeuers. 1913 wurden zwei steinerne Mauern an den Seiten angebracht, um an einen im damaligen Deutsch-Südwestafrika häufiger zu findenden Kalkofen zu erinnern.
Vor dem Turm befinden sich eine Kanone aus dem Jahr 1874 und ein Kanonenwagen aus dem Jahr 1879.
Der Turm ist umgeben von einem Schlachtfeld, das ebenfalls seit dem 21. April 1972 ein Nationaldenkmal ist.
An beiden Seiten des Eingangs sind bronzene Gedenktafeln angebracht:
- „Zur Erinnerung an die Belagerung von Omaruru durch die Ovaherero vom 17.1. bis 4.2.1904 und an den Entsatz durch das Gefecht vom 4.2.1904 errichtet.“[4]
- Namen der gefallenen deutschen Soldaten bei der Befreiung von Omaruru.[5]

## Historischer Hintergrund

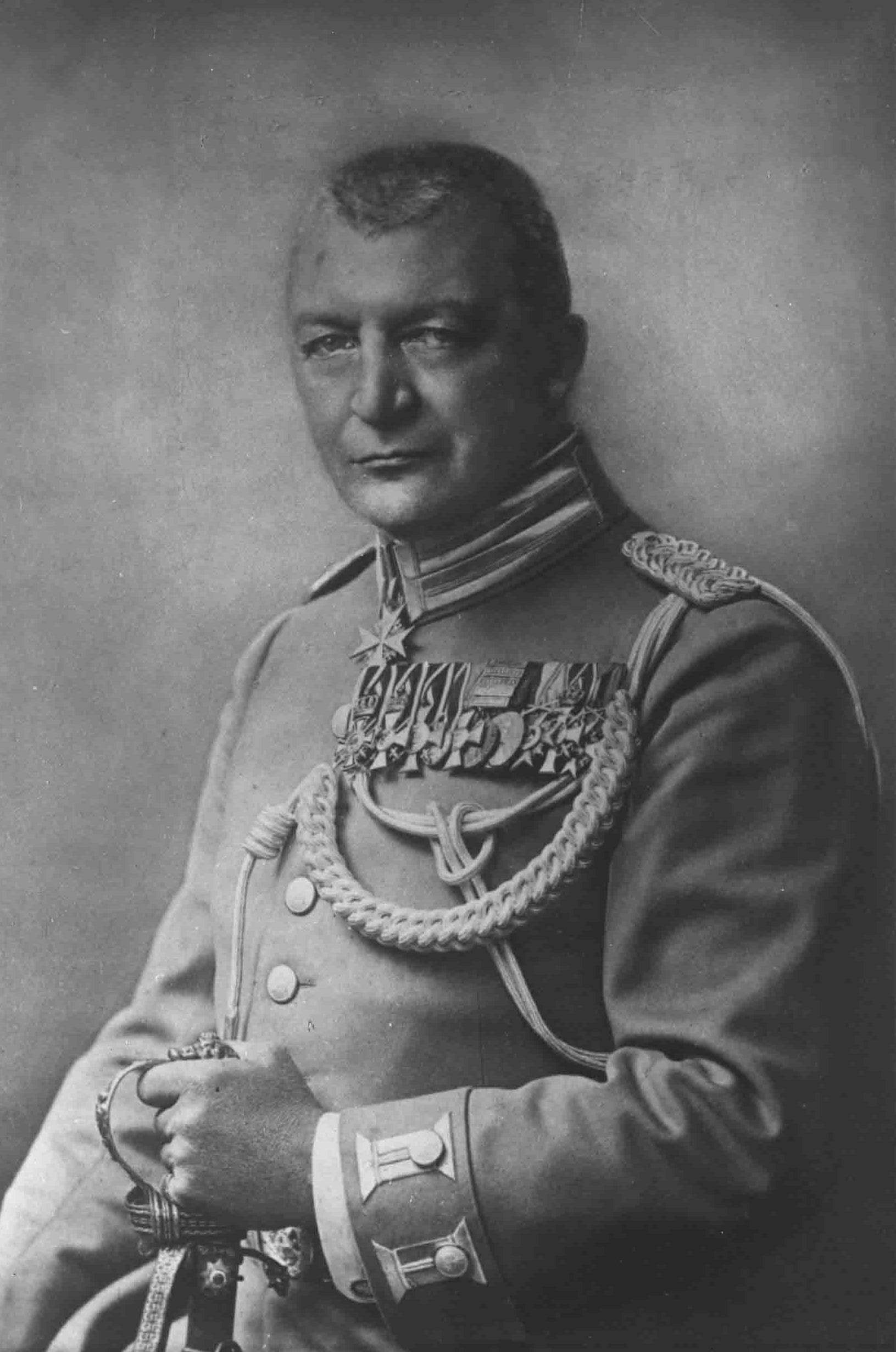
Victor Franke (um 1907)

Am 4. Februar 1904 durchbrachen über 100 Mann der Schutztruppe unter Führung von Victor Franke die Belagerung durch 3000 Herero. Zuvor war Franke in einem 19-tägigen Marsch von Gibeon dorthin gezogen. Im Verlauf des Kampfes, bei dem von den deutschen Truppen auch zwei Kanonen eingesetzt wurden, starben mehr als 100 Herero und sieben Deutsche. Die Herero flüchteten von dem Schlachtfeld, auf dem sie sich im Schutz großer Steine verteidigt hatten. Im April 1906 wurden im Rahmen einer Spendensammlung Gelder für den Bau des Franketurms gesammelt, mit dem an die Schlacht erinnert werden sollte. Alljährlich wird am 4. Februar mit einer Zeremonie an Victor Franke gedacht.